# 池田吉泰
池田 吉泰（いけだ よしやす）は、江戸時代中期の大名。因幡国鳥取藩の第3代藩主。幼名を長吉、のち鳥取藩世嗣となり勝五郎と改める。初名は輝清（てるきよ）、吉明（よしあき）。官位は従四位下侍従、右衛門督。のち相模守・左近衛少将。

## 生涯
貞享4年（1687年）、池田仲澄の長男として東館の江戸邸で生まれた。母は、松平頼隆の娘・菊子（凉月院）。
元禄8年（1695年）、9歳のとき、鳥取藩2代藩主・池田綱清の養子となる。綱清より「清」の字とその初名から「輝」の字を与えられて輝清と名乗る。元禄13年（1700年）、14歳で、綱清より家督を譲られる。従四位下侍従に叙任され、右衛門督と称した。同年、5代将軍徳川綱吉の面前で元服、綱吉の偏諱を受け吉明（のち吉泰）に改名。
宝永5年（1708年）、前田綱紀の五女・敬姫（宝林院）と婚姻。
藩政では度重なる災害に見舞われ、世情不安から藩の風紀が乱れた。このためたびたび綱紀粛正令や倹約令が出された。吉泰は倹約令を出す一方で、自身は能が趣味で参勤交代の途中などで気に入った能面を買い求め、その数は約800面におよんだ。これは当時の将軍家が所蔵する能面の数よりも多かったと伝えられている。
元文4年（1739年）7月23日に死去した。53歳。法号は天祥院殿機運衍応大居士。墓地は鳥取藩主池田家墓所。菩提寺は龍峯山興禅寺。
長男・宗泰が家督を継いだ。
側室の横尾氏との間に生まれた亀姫は、吉泰の墓前に吉泰正室・敬姫（宝林院殿建国浄香大姉）と並んで墓碑がある。

## 系譜
- 父：池田仲澄（1650年 - 1722年）
- 母：菊子 - 涼月院、松平頼隆の娘
- 養父：池田綱清（1648年 - 1711年）
- 正室：敬姫（1689年 - 1737年） - 宝林院、加賀藩4代藩主前田綱紀の五女
- 側室：美那 - 中村孫助娘
  - 男子：池田宗泰（1717年 - 1747年）
- 側室：横尾氏
  - 女子：亀姫 - 瑤台院、佐賀藩6代藩主鍋島宗教と婚約するも早世